# More of the Hard Stuff
| Recensione   | Giudizio        |
| ------------ | --------------- |
| AllMusic     | [ 1 ]           |
| Sputnikmusic | 4.2 (Excellent) |

More of the Hard Stuff è un album in studio del gruppo musicale irlandese The Dubliners, pubblicato nel 1967.

## Tracce
Lato A
1. Muirton Durcan – 2:36 (Tradizionale; arrangiamento The Dubliners)
2. Poor Old Dicey Riley – 1:41 (Dominic Behan, The Dubliners)
3. A Nation Once Again – 2:44 (Thomas Davis; arrangiamento The Dubliners)
4. Whiskey in the Jar – 3:01 (Tradizionale; arrangiamento The Dubliners)
5. The Old Triangle – 2:02 (Brendan Behan; arrangiamento Dominic Behan)
6. The Pub with No Beer – 2:28 (Gordon Parsons)
7. Kelly the Boy from Killan – 2:31 (Tradizionale; arrangiamento The Dubliners)

Durata totale: 17:03
Lato B
1. Croppy Boy – 2:38 (Tradizionale; arrangiamento The Dubliners)
2. Sullivan's John – 3:20 (Pecker Dunne)
3. Come and Join the British Army – 1:21 (Tradizionale; arrangiamento Dominic Behan)
4. (The Bonnie) Shoals of Herring – 4:55 (Ewan MacColl)
5. Mormon Braes – 2:44 (Tradizionale; arrangiamento The Dubliners)
6. Drink It Up Men – 2:05 (Bill Meek; arrangiamento The Dubliners)
7. Maloney Wants a Drink – 2:16 (Dominic Behan)

Durata totale: 19:19
- Brano A1: sul retrocopertina dell'ellepì originale reca il titolo di Muirton Durcan mentre sull'etichetta del vinile quello di Muirsheen Durkin.

## Formazione
- Ronnie Drew - voce, chitarra
- Luke Kelly - voce, banjo a 5 corde
- Barney McKenna - banjo tenore, mandolino
- Ciarán Bourke - tin whistle, armonica, chitarra, voce
- John Sheahan - fiddle, tin whistle, mandolino[3]